# Gabriel López
Álvaro Gabriel López Molinari (Montevideo, Uruguay, 24 de agosto de 1983) es un futbolista uruguayo. Juega de delantero y su equipo actual es el Universidad Autónoma.

## Clubes
| Club                 | País     | Temporadas  |
| -------------------- | -------- | ----------- |
| Atenas               | Uruguay  | 2007 - 2009 |
| Deportes Concepción  | Chile    | 2010        |
| Montevideo Wanderers | Uruguay  | 2010        |
| Espoli               | Ecuador  | 2011        |
| El Tanque Sisley     | Uruguay  | 2011 - 2012 |
| Palermo de Rocha     | Uruguay  | 2012        |
| Universidad Autónoma | Colombia | 2012 - 2013 |

|Juanico f.c 2013 
| Uruguay
|libertad c.a.t 2014 
| Uruguay 
|Liverpool de canelones 2015
 Uruguay
|Libertad c.a.t 2019
 Uruguay
|Aguas Corrientes 2022
 Uruguay
- Datos: Q5515731